# Audouinia laxa
Audouinia laxa är en tvåhjärtbladig växtart som först beskrevs av Carl Peter Thunberg, och fick sitt nu gällande namn av Anthony Vincent Hall. Audouinia laxa ingår i släktet Audouinia och familjen Bruniaceae. Inga underarter finns listade.